# کوجی آساتو
کوجی آساتو (ژاپنی: 安里 光司؛ زادهٔ ۱۴ اکتبر ۱۹۸۷) یک بازیکن فوتبال اهل ژاپن است.
از باشگاه‌هایی که در آن بازی کرده‌است می‌توان به باشگاه فوتبال جف یونایتد چیبا و باشگاه فوتبال ریوکیو اشاره کرد.